# آرثر واتسون (لاعب كريكت بريطاني)
آرثر واتسون (27 أغسطس 1866 في المملكة المتحدة - 28 يونيو 1955 في المملكة المتحدة) (بالإنجليزية: Arthur Watson)‏ هو لاعب كريكت بريطاني (وحمل سابقاً جنسية المملكة المتحدة لبريطانيا العظمى وأيرلندا). لعب مع نادي مقاطعة هامبشاير للكريكت ‏ ونادي جامعة كامبريدج للكريكيت ‏.

## وصلات خارجية
- آرثر واتسون على موقع إي آس بي آن كريك إنفو (الإنجليزية)